# Efrén Rebolledo
Efrén Rebolledo, född 1877 som Santiago Procopio Rebolledo i Actopan, Hidalgo, Mexiko, död 1929 i Madrid, Spanien, var en mexikansk modernistisk författare av både poesi och prosa, översättare och diplomat.
Rebolledos karriär inleddes genom att han fick ett stipendium från det vetenskapliga och litterära institutet i Pachuca, delstaten Hidalgos huvudstad. Han var sekreterare åt den mexikanska författaren och diplomaten Federico Gamboa när denne var placerad i Guatemala, och kom senare att själv ha diplomatiska positioner i bland annat Norge, Frankrike, Nederländerna och Spanien.
Tillsammans med Enrique González Martínez och Ramón López Velarde grundade han 1917 tidskriften Revista Pegaso. 1968 gavs Rebolledos samlade verk ut av Luis Mario Schneider.